# Charlie Tanfield
Charlie Tanfield (né le 17 novembre 1996 à Great Ayton en Angleterre) est un coureur cycliste britannique, qui participe à des compétitions sur route et sur piste. Il est notamment devenu champion du monde de poursuite par équipes en 2018. Son frère aîné Harry est également cycliste.

## Palmarès sur route

### Par année
- 2014
  - 2e de la Green Mountain Stage Race juniors
- 2016
  - Billy Warnock Memorial
  - Mike Binks Memorial Trophy
- 2017
  - 3e du championnat de Grande-Bretagne du contre-la-montre espoirs
- 2018
  -  Champion de Grande-Bretagne du contre-la-montre espoirs
- 2019
  - 3e du Sheffield Grand Prix
- 2022
  - 2e de la Puivelde Koerse

### Classements mondiaux
| Année                                 | 2017  | 2018  | 2019 | 2020 | 2021 | 2022  | 2023  | 2024  |
| ------------------------------------- | ----- | ----- | ---- | ---- | ---- | ----- | ----- | ----- |
| Classement mondial                    | 1541e | 1682e | nc   | nc   | nc   | 2885e | 1968e | 3228e |
| UCI Europe Tour                       | 996e  | 1095e | nc   | nc   | nc   | 1732e | nc    | nc    |
|                                       |       |       |      |      |      |       |       |       |
| Légende : nc = non classéSource : UCI |       |       |      |      |      |       |       |       |

## Palmarès sur piste

### Jeux olympiques
- Tokyo 2020
  - 7e de la poursuite par équipes
- Paris 2024
  -  Médaillé d'argent de la poursuite par équipes

### Championnats du monde
- Apeldoorn 2018
  -  Champion du monde de poursuite par équipes (avec Kian Emadi, Ethan Hayter et Edward Clancy)
  - 4e de la poursuite individuelle[1]
- Pruszków 2019
  -  Médaillé d'argent de la poursuite par équipes
- Roubaix 2021
  -  Médaillé de bronze de la poursuite par équipes
- Ballerup 2024
  -  Médaillé d'argent de la poursuite par équipes

### Coupe du monde
- 2017-2018
  - Classement général de la poursuite
  - 1er de la poursuite à Minsk
  - 1er de la poursuite par équipes à Minsk (avec Daniel Bigham, Harry Tanfield et Jonathan Wale)

### Coupe des nations
- 2022
  - 2e de la poursuite par équipes à Glasgow
  - 3e de la poursuite individuelle à Glasgow
- 2023
  - 3e de la poursuite par équipes à Jakarta
- 2024
  - 1er de la poursuite par équipes à Adélaïde (avec Joshua Tarling, William Tidball, Rhys Britton et Josh Charlton)
  - 1er de la poursuite par équipes à Milton

### Jeux du Commonwealth
| Édition / Épreuve | Poursuite individuelle | Poursuite par équipes |
| Gold Coast 2018   | Or                     | Argent                |
| Birmingham 2022   |                        | Argent                |

### Championnats d'Europe
| Édition / Épreuve | Poursuite individuelle | Poursuite par équipes                    |
| Glasgow 2018      |                        | Bronze                                   |
| Apeldoorn 2019    |                        | Bronze                                   |
| Granges 2021      |                        | Bronze                                   |
| Munich 2022       | 4e                     | Bronze                                   |
| Granges 2023      | 5e                     | Argent                                   |
| Apeldoorn 2024    | Argent                 | Or (avec Wood, Vernon, Hayter et Bigham) |

### Championnats nationaux
- 2017
  -  Champion de Grande-Bretagne de poursuite par équipes (avec Daniel Bigham, Jacob Tipper et Jonathan Wale)
  - 2e du championnat de Grande-Bretagne de poursuite individuelle
- 2018
  - 2e du championnat de Grande-Bretagne de poursuite par équipes
- 2019
  -  Champion de Grande-Bretagne de poursuite par équipes (avec John Archibald, Daniel Bigham et Jonathan Wale)
- 2022
  - 2e du championnat de Grande-Bretagne de poursuite par équipes
- 2023
  -  Champion de Grande-Bretagne de poursuite
  -  Champion de Grande-Bretagne de poursuite par équipes (avec Josh Charlton, William Roberts et William Tidball)